# جنگل ملی سنت فرانسیس-اوزارک
جنگل ملی سنت فرانسیس-اوزارک (به انگلیسی: Ozark-St. Francis National Forest) یک جنگل ملی در ایالت آرکنسا در آمریکا است.
مساحت این جنگل ۴۹۴۸ کیلومتر مربع است.